# 日本共済
日本共済株式会社（にほんきょうさい）は、賃貸物件用の家財保険を取り扱う少額短期保険会社である。

## 概要
1999年に家財総合共済を発足、2006年に株式会社を設立し、2008年10月22日に少額短期保険業者の登録を完了した。
賃貸住居用の家財保険、賃貸事務所・店舗用の設備・備品のための保険を取り扱っている。また、飲食店の保険引受も行っている。

なお、兵庫県加古川市に本社がある日本共済株式会社は、社名こそ同じだが全く関係のない別法人である。兵庫県の日本共済の提携先である全国福利厚生共済会（プライム倶楽部）も、東京都の日本共済とは一切関係がない。

## 沿革
- 1999年 - 「家財総合共済」を発足
- 2001年 - 「事務所店舗総合共済」を発足
- 2002年 - 保有契約数3万件達成
- 2004年 - 保有契約数10万件達成
- 2006年 - 資本金1,000万円にて株式会社化
- 2006年 - 保有契約数16万件達成
- 2006年 - 関東財務局へ「特定保険業者」の届出完了
- 2007年 - 第三者割当増資実施　資本金1億660万円
- 2007年 - 札幌支店開設
- 2007年 - 第三者割当増資実施　資本金1億9,310万円
- 2008年 - 第三者割当増資実施　資本金4億1,530万円（資本準備金含）
- 2008年 - 関東財務局へ少額短期保険会社として登録完了[1]
- 2011年 - 保有契約件数20万件達成
- 2012年 - 東北支店開設
- 2014年 - 保有契約件数25万件達成
- 2016年 - 中四国支店開設
- 2016年 - 保有契約件数30万件達成
- 2017年 - ノーリツ鋼機の100％子会社となる[2]

## 主力商品
- あんしん住まいる家財保険(賃貸住宅総合保険)
- テナントプラン保険(店舗総合保険)

## 営業拠点
- 本社 : 東京都千代田区神田猿楽町 2 丁目 8 番 16 号
- 札幌支店 : 北海道札幌市中央区北 5 条西 5 丁目 2 番地 12
- 東北支店 : 宮城県仙台市青葉区五橋一丁目 1 番 17 号
- 中四国支店 : 愛媛県松山市一番町 1 丁目 15 番 2 号

## 経営理念
- 時代をみつめ、既成概念にとらわれない新しい発想で、新しいサービスを創造します。
- 日本中のみなさまに、暮らしの安心を提供します。
- 保険会社として、お客様にやさしく、便利で、素早く、しかも「期待を上回るサービス」の提供を常に目指します。